# Oberkirch (Baden)

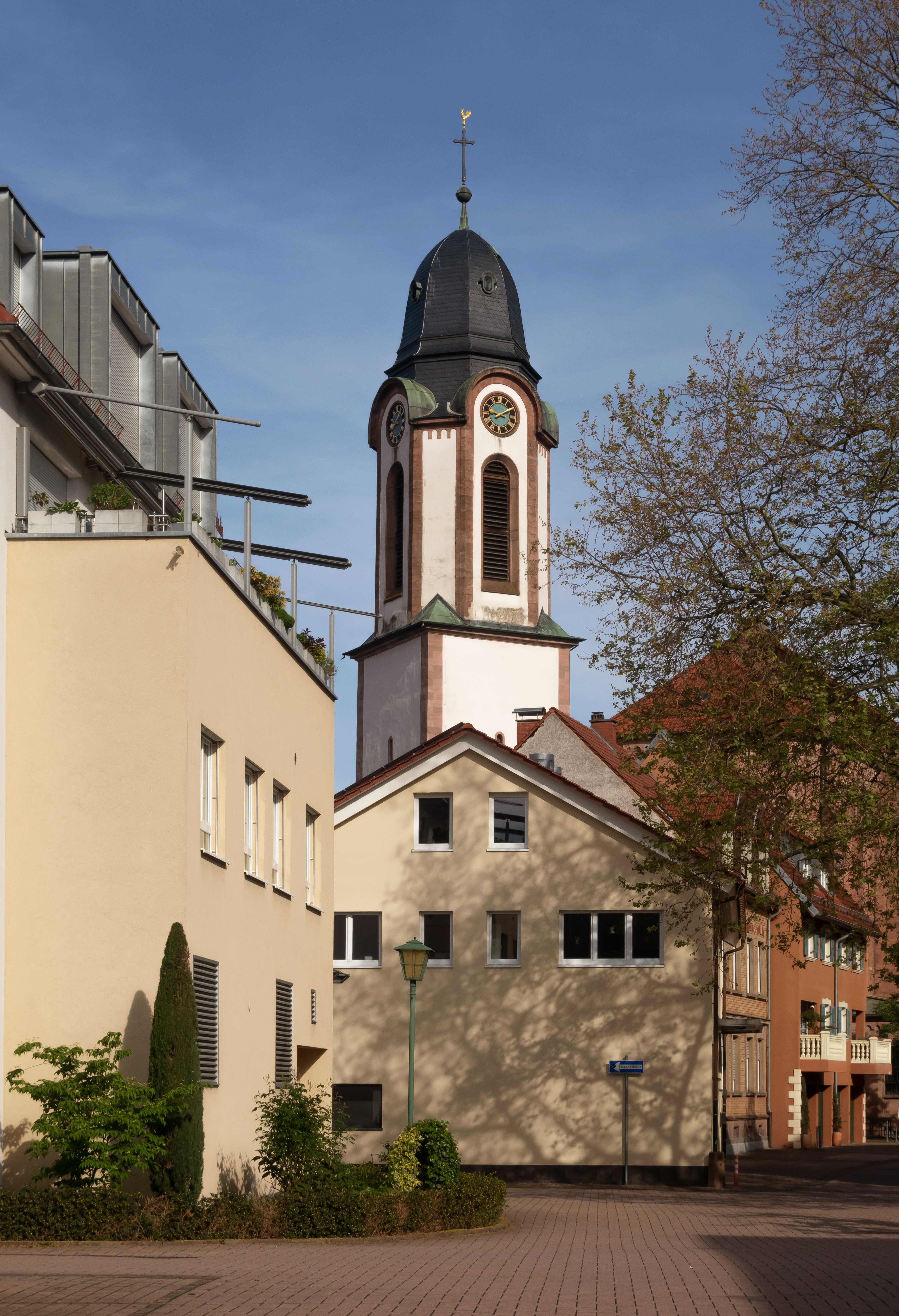
Oberkirch, la torre de la iglesia (Sankt Cyriak Kirche)

Oberkirch es una ciudad con unos 20.000 habitantes en el distrito de Ortenau en el sur de Baden-Wurtemberg, Alemania. Está ubicada en la boca del valle del río Rench, aproximadamente 10 km al norte de Offenburg.

## Historia

### Antigüedad
Oberkirch fue mencionado por primera vez en el siglo XI como Obernchirchen. El asentamiento probablemente fue creado por la familia Zähringer y estaba al norte de la ciudad de hoy. El lugar llegó al Imperio después de 1218 y fue entregado a los margraves de Baden. En 1225 fue mencionado como civitas y luego como oppidum. El lugar fue incendiado en 1246 y luego reconstruido en su posición actual. Oberkirch llegó a la diócesis de Estrasburgo a través del Fürstenberger en 1303. En 1326 se le concedieron los derechos de la ciudad. Excepto con algunas interrupciones, fue dominado por los obispos, salvo cuando se le dio en feudo (1604 a 1634 y 1649 a 1665 a Wurtemberg y de 1683 a 1697 a Baden). En el siglo XV, Oberkirch se convirtió en la sede de un agente judicial que estaba sujeto a varios tribunales en los alrededores. Fue gravemente destruido en la guerra de los Treinta Años, y en 1689 por las tropas francesas (a excepción de la iglesia), siendo reconstruido.

### SiglosXIXyXX
Oberkirch llegó a Baden en 1803 y se convirtió en la sede de una oficina de distrito, que fue abolida en 1936. Su área fue asignada principalmente a la oficina del distrito de Offenburg, de donde surgió el distrito de Offenburg en 1939.
Después de la Segunda Guerra Mundial, el distrito de Offenburg perteneció al estado de Baden y desde 1952 a la región del sur de Baden. En la reforma del distrito el 1 de enero de 1973, el distrito de Offenburg fue disuelto. Fue asignado al recién formado Ortenaukreis. La incorporación de nueve municipios aledaños a principios de la década de 1970 creó las condiciones para que el número de habitantes superara la marca de 20.000 en 2002. Acto seguido, la administración de la ciudad presentó la solicitud para una encuesta de la gran ciudad de distrito, que el Gobierno del estado de Baden-Württemberg decidió con efecto a partir del 1 de enero de 2004. Oberkirch se convirtió así en la quinta ciudad del distrito grande en el distrito de Ortenau.
Los distritos también tienen una larga historia. Casi todos pertenecían a la corte Oberkirch del Obispado de Estrasburgo (Gaisbach era un lugar de caballeros antes de 1805 (Schauenburg), Nussbach y Zusenhofen pertenecían a la Austria Anterior), todos llegaron a Baden con Oberkirch en 1805 y luego pertenecieron principalmente al distrito de Oberkirch. Meisenbühl, Nußbach, Stadelhofen y Zusenhofen pertenecieron inicialmente a la oficina de Appenweier y solo llegaron a la oficina de distrito de Oberkirch en 1819, Ringelbach perteneció a la oficina de distrito de Achern y también a la oficina de distrito de Oberkirch en 1819. Cuando el distrito de Oberkirch se disolvió en 1936, todos los municipios acudieron a la oficina del distrito en Offenburg y en 1939 al distrito de Offenburg.+

### Distritos
Bottenau no se formó como un municipio independiente hasta 1935. El lugar homónimo se mencionó por primera vez como Botnowe en 1296 y perteneció al municipio de Durbach hasta 1935. Las aldeas pertenecientes a Bottenau Diebersbach (mencionado como Diepolczbach en 1381) y Schlatten (mencionado como "en el Slatten" en 1381) pertenecían al municipio de Butschbach hasta 1935 y Meisenbühl (mencionado como "uff der Egesen" en 1432) al municipio disuelto de Herztal. Herztal (mencionado por primera vez en 1346 "zu Hetzelis" y ahora parte del distrito de Nußbach) era el nombre del municipio de Meisenbühl en 1846 cuando se formó recientemente a partir de varias aldeas.
Butschbach fue mencionado por primera vez en 1360 como Buspbach por Fursteneck, Haslach en 1247 como Hasilach, Ödsbach en el siglo XI como Ongisbach, Ringelbach en 1225 como "en Ringelbach", Stadelhofen en 1347 como Stadelhoven y Tiergarten en 1319 como "en el Thiergarten" y fueron parte temprana de la Abadía de Estrasburgo, Oberkirch y Oppenau.
Gaisbach, mencionado por primera vez en 1225 "en Geißbach", se desarrolló al pie de Schauenburg, que constituía un territorio independiente de la caballería de Ortenau, y llegó a Baden en 1805.
Nussbach fue mencionado por primera vez en 994 como Nuzbach y Zusenhofen en el siglo XII como Uzzenhöfen. Estas aldeas pertenecían al Landvogtei Ortenau, que era austro-austriaco.